# Штайнхайм-ам-Альбух
Штайнхайм-ам-Альбух (нем. Steinheim am Albuch) — община в Германии, в земле Баден-Вюртемберг.  Расположен в районе  Штайнхаймского кратера, образованного около 15 миллионов лет назад.
Подчиняется административному округу Штутгарт. Входит в состав района Хайденхайм.  Население составляет 8566 человек (на 31 декабря 2010 года). Занимает площадь 82,41 км².
Коммуна подразделяется на 9 сельских округов.

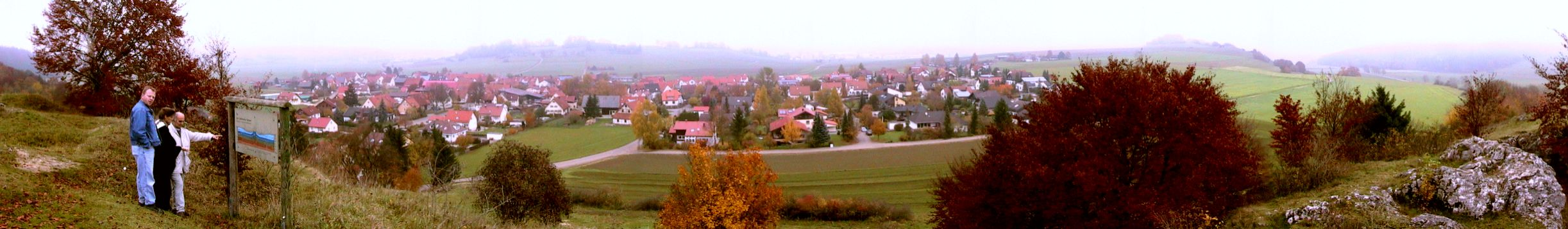
Монастырь